# Asplenium magnificum
Asplenium magnificum är en svartbräkenväxtart som först beskrevs av Ren-Chang Ching, och fick sitt nu gällande namn av Bir, Fraser-jenk. och Lovis. Asplenium magnificum ingår i släktet Asplenium och familjen Aspleniaceae. Inga underarter finns listade.